# Regan Magarity
Regan Ayleen Magarity, född 30 april 1996 i Norrköping, är en svensk basketspelare. Hon spelar hösten 2019 i turkiska ligalaget Hatay, efter fem års spel inom USA:s damcollegebasket. Magarity vann 2012 SM-guld med Telge Basket, och hon har spelat ett antal landskamper för Sverige.

## Biografi
Den 187 cm långa Magarity startade karriären i NUBF. Hon spelade i det svenska U16-landslaget 2011 vid EM i Cagliari i Italien.
Hon ligadebuterade i Södertälje BBK:s Telge Basket som 15-årig mot Eos Lund IK 7 november 2011, med fem poäng och lika många returer. Månaden efter spelade hon i två av Telges sex matcher i EuroCup 2011/2012.
2012 vann hon SM-guld med Telge Basket, varefter följde fem års spel inom collegebasketen i USA, för Virginia Tech. Hon hade då på grund av skadeproblem endast kunna spela 23 matcher under sina tre säsonger med Telge Basket. I USA genomgick hon två operationer, och det dröjde två år innan hon var helt skadefri och i tidigare elitform igen. Under dessa mellanår avstod Magarity på grund av sina skadebekymmer spel med svenska landslaget.
Under sina tre sista år med Virginia Tech var Regan Magarity en av lagets stöttepelare. Hon kom under 2017 upp i sammanlagda 1500 gjorda poäng, vilket då gjorde henne till collegelagets bästa poänggörare genom tiderna.
Regan Magarity blev 2019 draftad av Connecticut Sun. Hon blev därmed sjätte svenska att draftas av WNBA. Efter två veckors träningsläger misslyckades hon dock att ta en ordinarie plats i laget; därefter skrev hon på kontrakt med den elitsatsande turkiska ligaklubben Hatay. Under sommaren 2019 deltog hon också i Sveriges landslag under EM-turneringen i Serbien/Lettland.

## Familj
Regan Magarity är dotter till den svensk/amerikanska basketspelaren Bill Magarity och före detta svenska landslagsspelaren Ann-Marie "Ammi" Magarity. Regans bror William har deltagit i ett antal landskamper på junior- och U20-nivå och spelar proffsbasket i Kroatien.